# Nidulariaceae
Nids d'oiseaux
Pour les articles homonymes, voir Nid d'oiseau (homonymie).
Famille

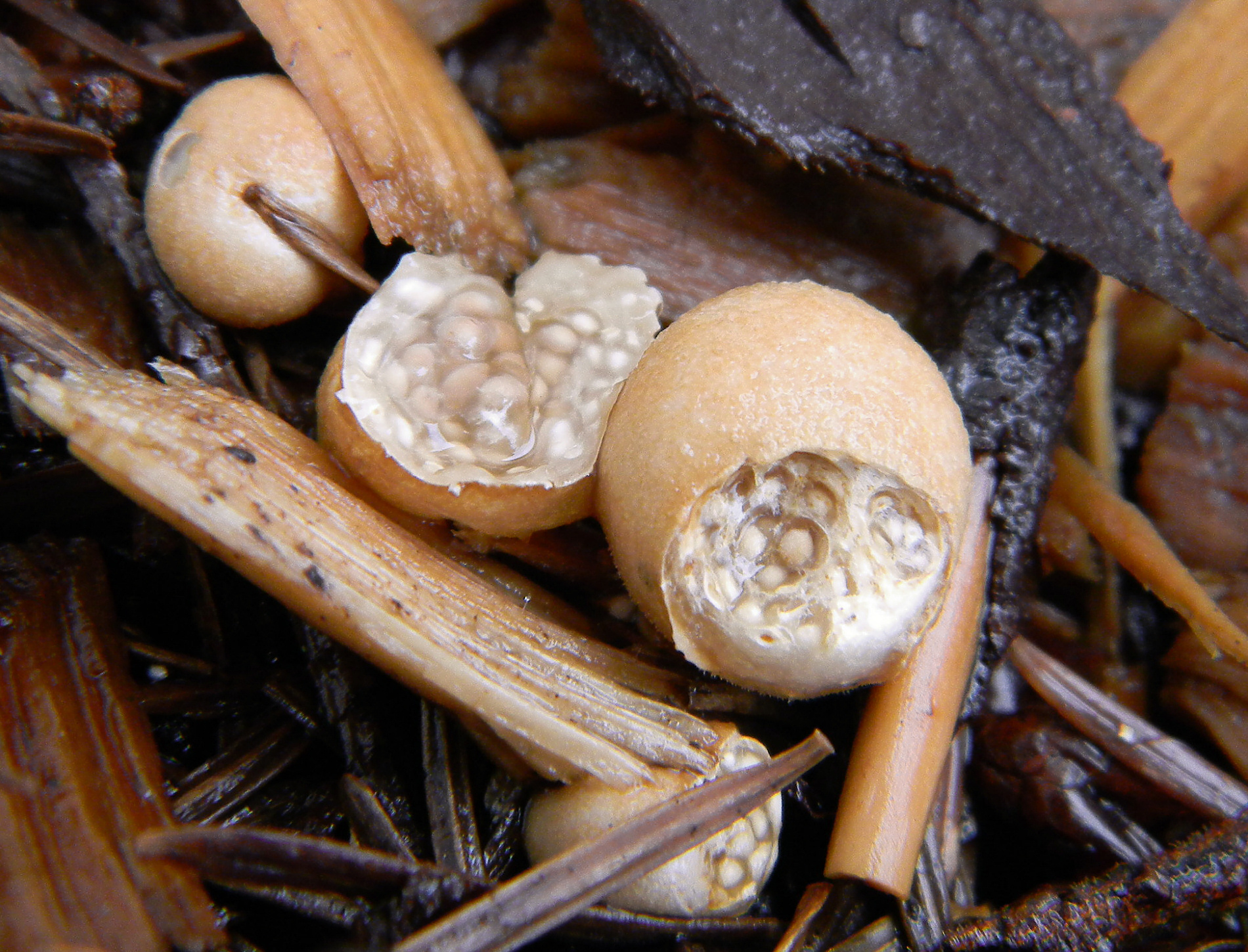
Nidularia deformis.

Les Nidulariaceae sont une famille de champignons de l'ordre des Agaricales. Leur nom vernaculaire, champignons nids d'oiseaux, provient de leur forme qui ressemble à de minuscules nids remplis d'œufs d'oiseaux. Comme ils sont saprophytes, se nourrissant de matières organiques en décomposition, ils sont récoltés sur du bois en décomposition et dans les sols enrichis avec des copeaux de bois ou d'écorce de paillis ; ils ont une large distribution dans la plupart des régions écotopiques. Les cinq genres au sein de la famille, à savoir, Crucibulum, Cyathus, Mycocalia, Nidula et Nidularia, se distinguent les uns des autres par des différences dans la morphologie et la structure de leur péridiole. Jadis classés dans l'ordre des Nidulariale dans les Gastéromycètes, plus récemment, les analyses phylogénétiques ont réorienté l'organisation de cette famille dans le calde VI Agaricoïde.

## Systématique

### Historique
Les champignons nids d'oiseau ont d'abord été évoqués par le botaniste flamand Carolus Clusius dans Rariorum plantarum historia (1601). Au cours des siècles suivants, ces champignons ont fait l'objet d'une controverse quant à savoir si les péridioles étaient des graines, et le mécanisme par lequel ils étaient dispersés dans la nature. Par exemple, le botaniste français Jean-Jacques Paulet, dans son ouvrage Traité des champignons (1790-3), proposait l’hypothèse erronée selon laquelle les péridioles étaient éjectés du sporophore par une sorte de mécanisme à ressort.

### Classification phylogénétique
Les Nidulariaceae étaient auparavant classés dans la catégorie Gastéromycètes, mais cette classe a été démontrée polyphylétique et considérée comme un assemblage artificiel de taxons non liés qui ont évolué indépendamment dans un type de corps gastéroïde. Depuis 2002, les études phylogénétiques de l'ADN ribosomique  de différentes espèces de gastéroïdes, y compris Cyathus striatus et Crucibulum laeve que des représentants des Nidulariaceae ont montré leur appartenance au clade VI des euagarics, un clade monophylétique regroupant des espèces de genres différents contenant les genres Hymenogaster, Hebeloma, Pholiota, Psathyrellus, Agaricus campestris, Amanita, et Tulostoma. Les euagarics sont pour la plupart des champignons à lamelles, mais ils comprennent deux lignées de gastéroïdes, y compris les Lycoperdaceae et les Nidulariaceae.

## Phylogramme desNidulariaceae
- Clade des Athéloïdes
  - Boletales, Clade des Bolets
  - Agaricales, Clade des Euagarics
  - Clade I Plicaturopsidoïde
    - Clade II Pluteoïde
    - Clade III Hygrophoroïde
    - Clade IV Marasmioïde
    - Clade V Tricholomatoïde
    - Clade VI Agaricoïdes
      - Cystodermateae
        - Nidulariaceae
          - Cyathus 16 ssp
            - 
              - Cyathus striatus

            - Crucibulum 3 ssp.
              - Crucibulum laeve

            - Nidularia ssp, Position probable

          - Agaricaceae

        - Psathyrellaceae
          - Hydnangiaceae
            - Bolbitiaceae
              - Cortinariaceae
                - Inocybaceae

              - Hymenogastraceae
              - Strophariaceae

### Genres de la familleNidulariaceae
Il y a cinq genres :
- Crucibulum : sporophore de couleur ocre pâle à couleur cannelle, en forme de tasse ou de creuset, et typiquement de 1,5 à 10 mm de largeur et 5-12 mm de haut.
- Cyathus : sporophore en forme de vase, de trompette ou d'urne avec des dimensions de 4-8 mm de large et 7 à 18 mm de haut. Sporophores bruns à gris-brun, et couverts de petites structures ressemblant à des cheveux sur la surface extérieure. Cordon funiculaire complexe.
- Mycocalia : petits sporophores en forme de tonneau et de lentille, généralement de 0,5 à 2 mm de large, qui poussent seuls ou en petits groupes.
- Nidula : sporophores entre 3-8 mm de diamètre, 5-15 mm de hauteur, et en forme de tasse ou d'urne, dont les côtés sont presque à la verticale et à l'extérieur des lèvres évasées; couleur allant du blanc, gris, chamois ou fauve.
- Nidularia : typiquement 0,5 à 6 mm de diamètre x 0,5-3 mm de haut. Ils peuvent être de forme un peu irrégulière, ou ressemblant à une tasse bien formée qui est mince et fragile. Pas de cordon funiculaire.

## Description du sporophore
Les Nidulariaceae ont un sporophore gastéroïde, ce qui signifie que les spores se développent en interne, dans une angiocarpe. Les sporophores sont généralement grégaires, (ils grandissent ensemble dans des groupes, mais ne sont pas réunis). Les sporophores jeunes sont d'abord couverts par une fine membrane qui sont en dehisces irrégulière ou par une division en dehisces, dans une ligne circulaire autour de la circonférence de l'ouverture de la cupule. Les sporophores (aussi appelés péridium) sont petits, généralement entre 5-15 mm de large et 4-8 mm de haut, en forme d'urne ou de vase, et contiennent un à plusieurs en forme de disque : les péridioles qui ressemblent à des œufs minuscules.

### La structure des péridioles
Les péridioles sont formées d'un tissu glébal qui contient les basides et les basidiospores, entourés par une paroi coriace. Ils sont classiquement de forme lenticulaire (comme une lentille biconvexe), mesurant de 1 à 3 mm de diamètre. La couleur des péridioles est caractéristique des genres: Cyathus a des péridioles noires, Nidularia et Nidula ont des péridioles brunes, les péridioles des Mycocalia vont du jaune au rouge-brun et Crucibulum a des péridioles noires qui sont entourées par une membrane blanchâtre appelé la tunique, ce qui les fait apparaître blancs. Dans la plupart des espèces, les péridioles sont dispersées par la pluie, mais elles peuvent aussi être libres dans le péridium, entouré par un mucilage gélatineux.

### Caractéristiques microscopiques
Les basidiospores sont de forme ovale ou elliptique, lisse, hyaline, et à parois minces.

## Habitat et distribution
Les espèces de cette famille sont cosmopolites dans leur distribution, et sont largement saprophytes, de la décomposition du bois et d'autres plantes.

## Le cycle de vie
Le cycle de vie des Nidulariaceae, qui contient à la fois des étapes haploïdes et diploïdes, typique des taxons dans les basidiomycètes qui peuvent se reproduire à la fois par voie asexuée (via des spores végétatives), ou sexuellement (avec la méiose). Comme les autres champignons de la pourriture du bois, ce cycle de vie peut être considéré fonctionnellement comme deux phases différentes : la phase végétative de la propagation du mycélium et le stade de la reproduction pour l'établissement de structures sporifères, les sporophores.
Le stade végétatif englobe les phases du cycle de vie impliqué dans la germination, la propagation et la survie du mycélium. Les spores germent dans des conditions convenables d'humidité et de température, et se développent en filaments ramifiés appelés hyphes, poussant comme des racines dans le bois pourri. Ces hyphes sont homocaryotiques, contenant un seul noyau dans chaque compartiment. Un réseau appelé le mycélium se développe. Le mycélium se fait par la mitose et la synthèse de la biomasse des hyphes. Lorsque deux hyphes homocaryotiques des différents groupes de compatibilité s'accouplent, ils forment un mycélium dicaryotique dans un processus appelé plasmogamie. Les prérequis pour la survie du mycélium sont la colonisation d'un substrat (comme du bois pourri) et incluent une humidité suffisante et la disponibilité de nutriments. La majorité des espèces de Nidulariaceae sont des saprophytes, la croissance du mycélium dans le bois pourri est rendue possible par la sécrétion d'enzymes qui décomposent les complexes polysaccharides (tels que la cellulose et la lignine) en simples sucres qui peuvent être utilisés comme nutriments.
Dans des conditions environnementales appropriées, le mycélium dicaryotique entre dans le stade de la reproduction du cycle de vie. La formation de sporophores est influencée par des facteurs externes tels que la saison (température et humidité de l'air), des nutriments et la lumière. Tandis que les sporophores se développent, ils produisent des péridioles contenant les basides sur laquelle de nouveaux basidiospores se développent. Les jeunes basides contiennent une paire de noyaux haploïdes sexuellement compatibles qui fusionnent, et le noyau diploïde résultant de fusion subit la méiose pour produire les basidiospores, contenant chacun un noyau haploïde unique. Le mycélium dicaryotique dont les sporophores sont développés sont de longue durée, et continuera à produire des générations successives de sporophores aussi longtemps que les conditions environnementales seront favorables.

## Dispersion des spores
Les nids sont des tasses anti-éclaboussures. Quand une goutte d'eau frappe à angle droit, les parois sont de telle forme que les œufs (péridioles) sont expulsés à une bonne distance du nid. Certaines espèces ont un fil gluant, sorte de cordon funiculaire, attaché à la péridiole. Si ce jet filant de l'œuf rencontre une brindille dans son vol, il se met à pivoter autour et s'enroule autour du rameau. Les spores peuvent germer et, de là, se lancer dans un nouveau cycle de vie.